# Сабне (гмина)
Сабне (пол. Sabnie) — сельская гмина (волость) в Польше, входит как административная единица в Соколувский повет, Мазовецкое воеводство. Население — 4040 человек (на 2004 год).

## Демография
| Перепись                       | Всего   | Всего | Женщины | Женщины | Мужчины | Мужчины |
| ------------------------------ | ------- | ----- | ------- | ------- | ------- | ------- |
| Единицы                        | человек | %     | человек | %       | человек | %       |
| Население                      | 4040    | 100   | 2011    | 49,8    | 2029    | 50,2    |
| Плотность населения (чел./км²) | 37,4    | 37,4  | 18,6    | 18,6    | 18,8    | 18,8    |

## Соседние гмины
1. Гмина Яблонна-Ляцка
2. Гмина Косув-Ляцки
3. Гмина Репки
4. Гмина Соколув-Подляски
5. Гмина Стердынь